# خوسيه ميجيل أرويو
خوسيه ميجيل أرويو (بالإنجليزية: Jose Miguel Arroyo) (و. 1946 – م) هو سياسي، ومحام من الفلبين .